# Akira Ohashi
Akira Ohashi (大橋明 Ōhashi Akira?) es un actor japonés conocido por sus papeles en series y películas tokusatsu.

## Filmografía

### Películas
| Año  | Título                                             | Papel         | Ref(s)      |
| ---- | -------------------------------------------------- | ------------- | ----------- |
| 1991 | Zeiram                                             | Iria          |             |
| 1994 | Zeiram 2                                           | Iria          |             |
| 1996 | Gamera 2: Legion Shūrai                            | Gamera        | [ 1 ] [ 2 ] |
| 1999 | Gamera 3: Jyashin Iris Kakusei                     | Iris          |             |
| 2001 | Godzilla, Mothra, King Ghidorah: Daikaijū Sōkōgeki | King Ghidorah | [ 3 ] [ 4 ] |
| 2005 | Kamen Rider The First                              | Spider        |             |
| 2006 | Kamen Rider The Next                               |               |             |

### Televisión
| Año  | Título | Papel | Ref(s) |
| ---- | ------ | ----- | ------ |
| 2006 | Garo   |       |        |